# Gare de Shimamoto
La gare de Shimamoto (島本駅, Shimamoto-eki) est une gare ferroviaire localisée dans le bourg de Shimamoto du district de Mishima dans la préfecture d'Osaka au Japon. La gare est exploitée par la JR West.

## Situation ferroviaire
La gare est située au point kilométrique (PK) 529,9 de la ligne principale Tōkaidō.

## Histoire
La gare a été inaugurée le 15 mars 2008.

## Service des voyageurs

### Desserte

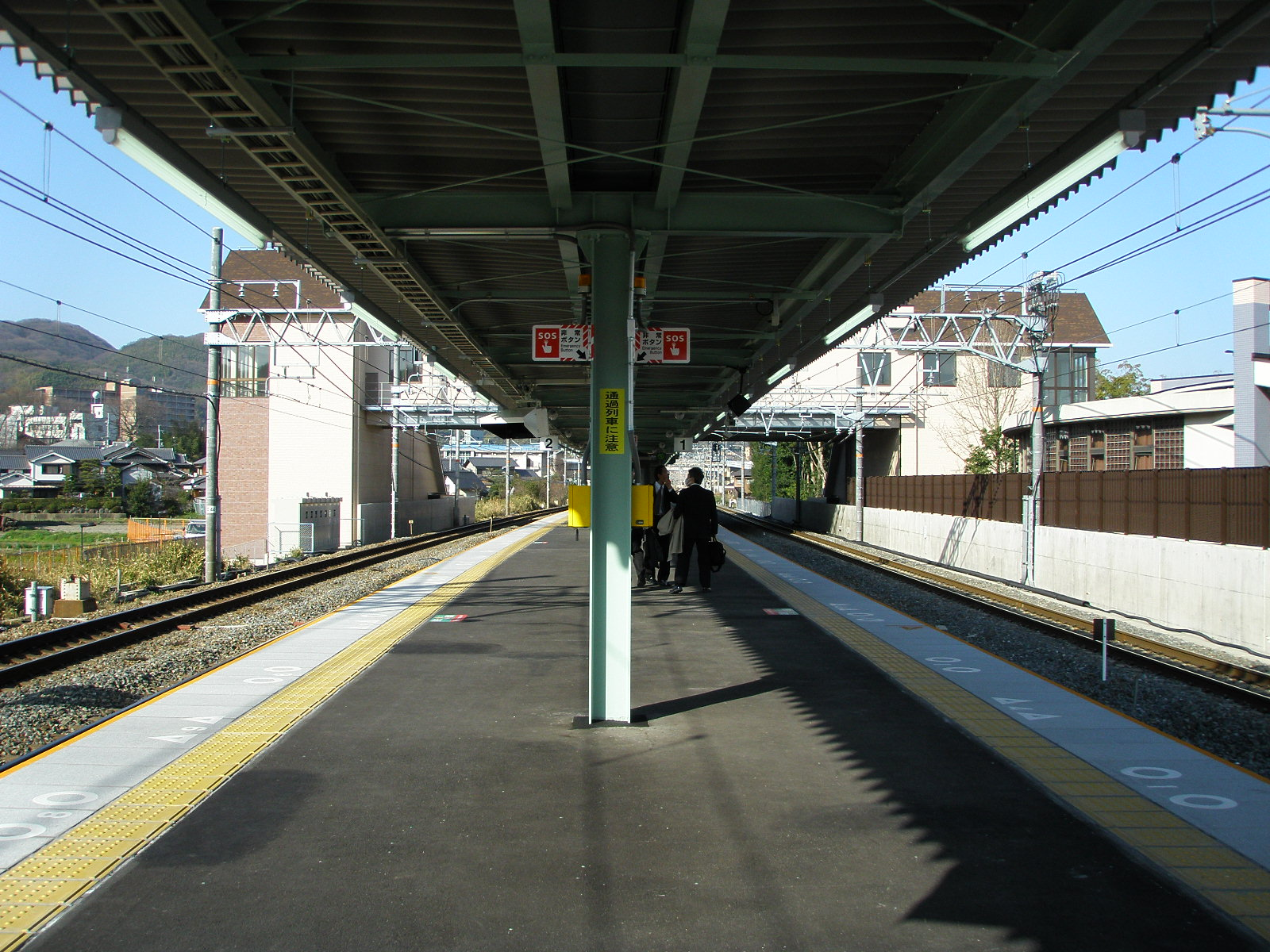
Quai central.

Le matin, la gare est seulement desservie par les trains locaux. 
L'après midi, les trains Rapid Service desservent la gare de Shimamoto.
Les trains Special Rapid Service ne s'arrêtent pas à la gare de Shimamoto.
La gare de Shimamoto dispose d'un quai central.
| 1 | ■Ligne JR Kyoto | pour Shin-Osaka, Osaka, Sannomiya |
| 2 | ■Ligne JR Kyoto | pour Kyoto et Kusatsu             |

L'après midi, les trains Rapid Service s'arrêtent à la gare de Shimamoto et fonctionnent comme des trains locaux entre Takatsuki et Kyoto

## À proximité
Le parc voisin de la gare contient les ruines de la halte Sakurai (桜井駅跡, Sakurai eki ato), une halte routière sur une ancienne grande route célèbre pour être le lieu où Kusunoki Masashige a fait ses adieux à son fils avant la bataille de Minatogawa en 1336. Le parc contient un monument avec un poème waka de l'empereur Meiji,  calligraphié par Tōgō Heihachirō, ainsi que d'autres monuments avec les calligraphies de Nogi Maresuke et Konoe Fumimaro.